# 大阪市交通局1301形電車

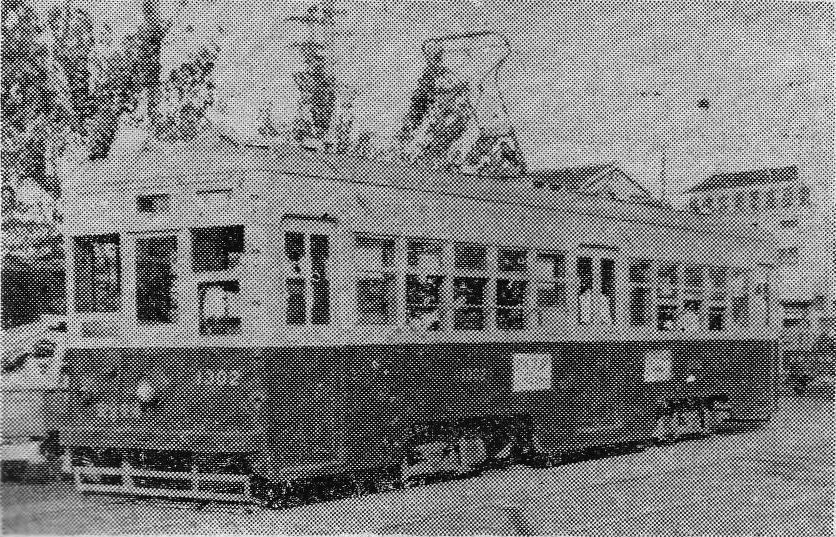
1302

大阪市交通局1301形電車（おおさかしこうつうきょく1301がたでんしゃ）は、かつて大阪市交通局が保有していた路面電車車両で、当初は阪堺電鉄の101形103〜106（2代目）として1943年に製造された車両である。

## 阪堺電鉄時代
1301形の前身となる阪堺電鉄101形103〜106は、戦時増産で沿線にある造船所への通勤客が増加したため、1943年に梅鉢鉄工所で4両が製造された。この車両の登場により、1929年製の103〜106は113〜116に改番された。
車体は窓配置はD5D5Dで、先に登場していた201形と同じく二段上昇窓を採用したが、車体は戦時下での製造のためか、車体の曲線を廃した直線的な車体で、また窓位置を低くしたために幕板が広がり、やや鈍重な印象を受ける車体となっている。
台車はブリル77E-1台車を採用し、モーターは定格30kWのものを2基搭載していた。

## 買収後
阪堺電鉄が1944年3月末に大阪市交通局に買収された後、103〜106は同年9月2日付で1301形の1301〜1304に改番された。戦災にも遭わずに戦後も4両全車健在だったが、他の阪堺電鉄からの買収車同様、集電装置がビューゲル化された程度で後部扉の締切工事も行われることもなく、1959年9月30日付で2601形の2699〜2702に更新改造され、形式消滅した。